# Амангильдина, Римма Зайнитдиновна
Римма Зайнитдиновна Амангильдина (род. 1 апреля 1972, Халилово, Башкирская АССР) — певица, народная артистка Республики Башкортостан (2012).

## Биография
Римма Зайнитдиновна Амангильдина родилась 1 апреля 1972 года в деревне Халилово Абзелиловского района Башкирская АССР.
В 1993 году окончила Уфимское училище искусств (класс Ф. Ф. Сагитовой), в 1995 году — Уфимскую государственную академию искусств.
С 1993 года работает в Башкирской филармонии. Долгое время работала в фольклорной группе «Ядкар».

## Вокальные партии
Башкирские народные песни «Залифакай», «Салимакай», «Сырдарья», «Туяляс», «Түңәрәккәй күл» («Кругленькое озеро»), «Уйнат гармундарыңды» («Сыграй на гармони»),.; песни и романсы Х. Ф. Ахметова, З. Г. Исмагилова, Т. Ш. Каримова, С. А. Низаметдинова, Н. Г. Сабитова, Р. Х. Сахаутдиновой, А. Б. Туктагулова и др.

## Награды и звания
- Народная артистка Республики Башкортостан (2012).
- Заслуженная артистка Республики Башкортостан (2006).
- Благодарность Президента Российской Федерации (2016) — за заслуги в развитии культуры, средств массовой информации и многолетнюю плодотворную работу[1].